# Miranda es imposible!
| Recensione    | Giudizio |
| ------------- | -------- |
| AllMusic      |          |
| Rolling Stone |          |

Miranda es imposible!, talvolta indicato anche come Es imposible!, è il quarto album in studio del gruppo musicale argentino Miranda!, pubblicato il 24 agosto 2009 dall'etichetta discografica Pelo Music.

## Descrizione
Il disco è stato anticipato dal singolo Mentía, che ha raggiunto l'ottava posizione della classifica cilena. Altri singoli estratti dall'album sono stati Lo que siento por ti, uscito nel novembre 2009, e Tu misterioso alguien, uscito a giugno 2010.
L'album è stato prodotto come il precedente da Cachorro Lopez, ma alcune tracce sono state prodotte da Capri, Gabriel Lucena e da Alejandro Sergi, leader e cantante del gruppo, anche autore dei testi. La tematica principale del disco è la sessualità, richiamata anche dalla copertina, che richiama l'abbigliamento sadomasochista.

## Accoglienza
Il disco è stato accolto in maniera mediamente positiva dalla critica musicale. Mariano Prunes di AllMusic giudicò il disco "non sorprendentemente grande, raffinato e pronto a conquistare le onde radio di un intero continente", facendo notare però che "molto è stato perso durante il processo", e aggiungendo che "hanno potuto raggiungere il successo a discapito del divertimento e della loro originalità, e questo è molto triste". Ha tuttavia apprezzato le capacità di scrittura e vocali del gruppo, le melodie orecchiabili e i cori. Il quotidiano Clarín ha invece definito il disco "più rock e organico, con suoni meno allegri e gioiosi rispetto a prima". Ha inoltre elogiato il cantante Alejandro Sergi per la sicurezza di sé e la freschezza nel tentativo di realizzare un album più dark, paragonando il disco al fenomeno contemporaneo della Twilight Saga, riscontrando le atmosfere della precedente produzione del gruppo solo nella traccia El showcito. Viene inoltre sottolineata la ridotta presenza della voce femminile del gruppo, quella di Juliana Gattas, e il ripetuto richiamo alle tematiche legate al sesso.
Il disco ha ottenuto una nomination al Premios Gardel 2010, vincendo la categoria "Best Pop Group Album", premio già vinto dalla band nel 2005 per Sin restricciones.

## Tracce
CD (Pelo 981313612-0 / EAN 7798131361208)
Testi e musiche di Alejandro Sergi.
1. Mentía – 3:34
2. Lo que siento por ti – 3:12
3. Romance juvenil – 3:35
4. El showcito – 3:16
5. Tu misterioso alguien – 3:22
6. Tu mirada – 4:04
7. Si pudiera volver – 3:09
8. No lo digas – 3:38
9. Entre mis brazos – 3:47
10. Hola probando – 3:16

## Riconoscimenti
- 2010 - Premios Gardel come Best Pop Group Album[6]

## Classifiche
| Paese   | Posizione raggiunta |
| ------- | ------------------- |
| Messico | 70                  |

## Formazione
- Alejandro Sergi - voce principale, composizione, programmazione, chitarra
- Juliana Gattas - voce principale
- Leandro Fuentes - chitarra
- Nicolás "Monoto" Grimaldi - basso
- Cachorro Lopez - produttore
- Daniel Avila - batteria, percussioni
- Sebastián Schon - tastiere, chitarra acustica
- Gabriel Lucena - tastiere
- Ezequiel Deró - tastiere
- Nicolás Guerieri - tastiere
- Demian Nava - programmazione
- Capri - programmazione